# Aguriahana paivana
Aguriahana paivana är en insektsart som först beskrevs av William Lucas Distant 1918.  Aguriahana paivana ingår i släktet Aguriahana och familjen dvärgstritar. Inga underarter finns listade i Catalogue of Life.